# Carlos Santana
Carlos Santana (n. 20 iulie 1947, Autlán de Navarro, Jalisco) este un muzician și chitarist mexican-american, care a influențat muzica rock prin stilul muzical Chicano rock.

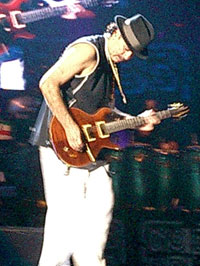
Santana în concert, Barcelona, 2003

## Discografie

### Cu formațiaSantana

#### Studio și Live
| - 1969: Santana - 1970: Abraxas - 1971: Santana III - 1972: Caravanserai - 1973: Welcome - 1974: Borboletta - 1975: Lotus (Live) - 1976: Amigos - 1977: Festival - 1977: Moonflower (Live and Studio) - 1978: Inner Secrets - 1979: Marathon - 1981: Zebop! - 1982: Shango - 1985: Beyond Appearances - 1987: Freedom - 1988: Viva Santana (Compilation and neue Songs) | - 1990: Spirits Dancing In The Flesh - 1992: Milagro - 1993: Sacred Fire (Live) - 1994: Brothers (cu fratele Jorge Santana și nepotul Neffe Carlos Hernandez) - 1995: Dance Of The Rainbow Serpent (Compilații și noi cântece) - 1996: La Fuente del Ritmo - 1998: Best Of Santana - 1999: Supernatural (Comeback) - 2002: Shaman - 2003: Ceremony (Remixes) - 2004: Food for Thoughts (doar comandat în Santana Online Shop) - 2005: All That I Am - 2007: Ultimate Santana (Hits și noi bucăți) |

#### Compilații
- 1974: Rocks The King
- 2002: The Essential Santana

#### Albume din concert
- 1970: Live at Capitol Theatre
- 1997: Live At The Fillmore 1968

### Santana solo
- 1972: Live - Carlos Santana și Buddy Miles
- 1973: Love, Devotion, Surrender - Carlos Santana și John McLaughlin
- 1974: Illuminations - Carlos Santana și Alice Coltrane
- 1979: Oneness, Silver Dreams - Golden Reality
- 1980: Swing Of Delight
- 1983: Havana Moon
- 1987: Blues For Salvador
- 2002: Cry Baby Cry
- 2007: Into the Night - Carlos Santana și Chad Kroeger

## Premii și nominalizări

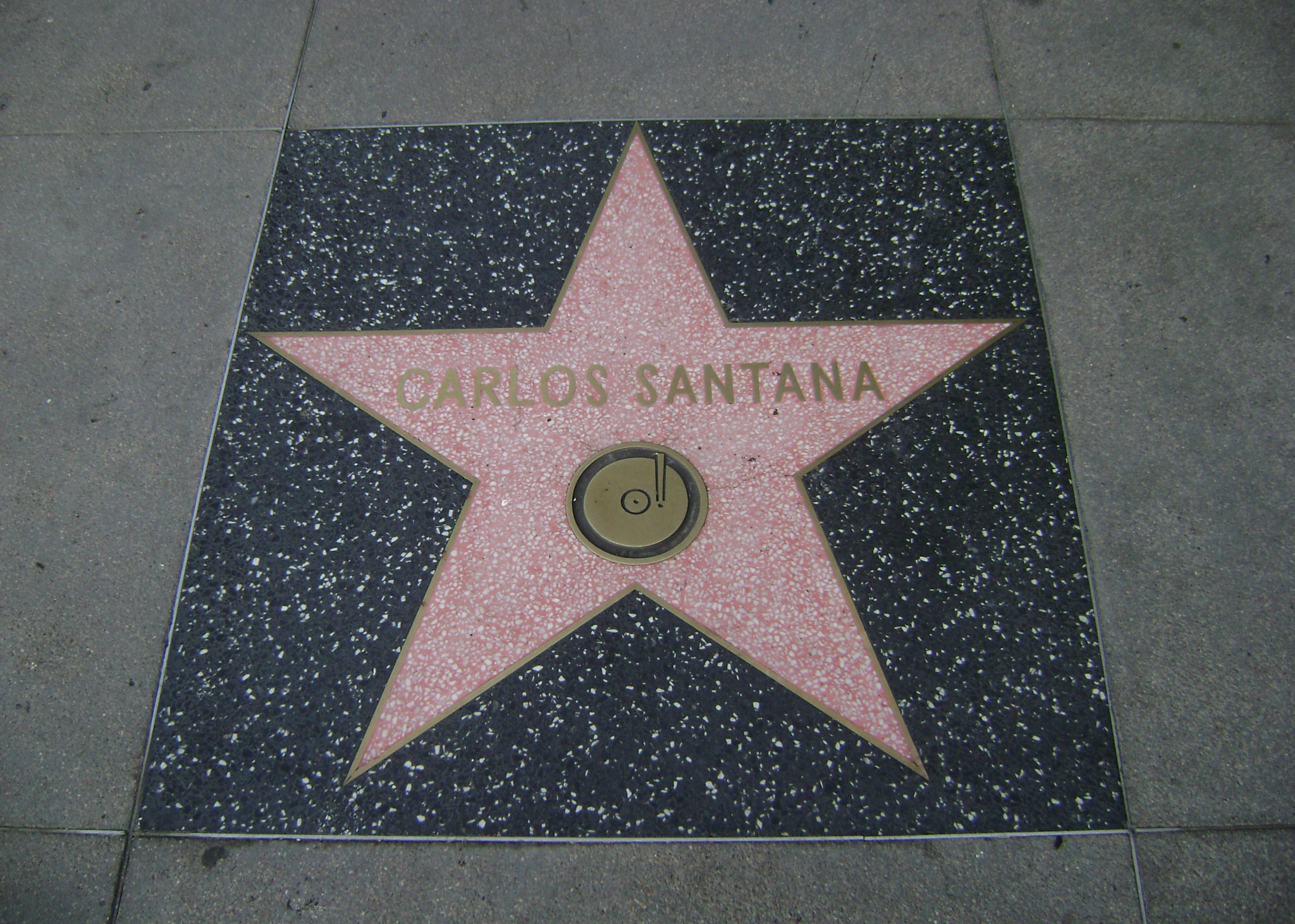
Steaua lui Santana pe Hollywood Walk of Fame

| An   | Beneficiar           | Premiu                                                           | Rezultat     |
| ---- | -------------------- | ---------------------------------------------------------------- | ------------ |
| 1973 | "Caravanserai"       | Best Pop Instrumental Performance - With Vocal Coloring          | Nominalizare |
| 1988 | "Blues for Salvador" | Best Rock Instrumental Performance (Orchestra, Group Or Soloist) | Câștigat     |
| 1993 | "Gypsy/Grajonca"     | Best Rock Instrumental Performance                               | Nominalizare |
| 1996 | "Every Now And Then" | Best Rock Instrumental Performance                               | Nominalizare |
| 2000 | "Smooth"             | Record of the Year                                               | Câștigat     |
| 2000 | "Smooth"             | Best Pop Collaboration with Vocals                               | Câștigat     |
| 2000 | "Supernatural"       | Album of the Year                                                | Câștigat     |
| 2000 | "Supernatural"       | Best Rock Album                                                  | Câștigat     |
| 2000 | "Maria Maria"        | Best Pop Performance by a Duo or Group with Vocal                | Câștigat     |
| 2000 | "El Farol"           | Best Pop Instrumental Performance                                | Câștigat     |
| 2000 | "The Calling"        | Best Rock Instrumental Performance                               | Câștigat     |
| 2000 | "Put Your Lights On" | Best Rock Vocal Performance by a Duo or Group                    | Câștigat     |
| 2000 | "Love Of My Life"    | Best Pop Collaboration with Vocals                               | Nominalizare |
| 2002 | "The Game of Love"   | Best Pop Collaboration With Vocals                               | Câștigat     |

## Further reading
- Chipley Slavicek, Louise. Carlos Santana, Chelsea House Publications or Facts on File, 2006, 119 p., ISBN 0-7910-8844-8
- Leng, Simon. Soul Sacrifice: The Santana Story, Firefly-S.A.F. Publishing, 2000, 224 p., ISBN 0-946719-29-2. Republ. as Santana, Catedra, 2002, ISBN 84-376-1947-5
- McCarthy, Jim; Ron Sansoe, Ron, foreword by Carlos Santana. Voices of Latin Rock: The People and Events That Created This Sound, Omnibus Press, 2004 and Hal Leonard Publishing, 2005, 316 p., ISBN 0-634-08061-X
- Miller, Hal; Santana Debbie; Faulkner, John (ed.), w/ a foreword by Bill Graham. Santana: A Retrospective of the Santana Band's Twenty Years in Music, San Francisco Mission Cultural Center, 1987 or 1988, 50p., no ISBN.  Includes a 4-p genealogical tree w/ the members's name for every Santana band from 1966.
- Molenda, Michael (ed.). Guitar Player Presents Carlos Santana, Backbeat Books, 2010, 124 p., ISBN 978-0-87930-976-3
- Remstein, Henna. Carlos Santana (Latinos in the Limelight), Chelsea House Publications, 2001, 64 p., ISBN 0-7910-6473-5
- Shapiro, Marc. Carlos Santana: Back on Top, St-Martin's Press, 2000 and 2002, 288 p., ISBN 0-312-28852-2
- Sumsion, Michael. Maximum Santana: The Unauthorized Biography of Santana, Chrome Dreams, 2003, ISBN 1-84240-107-6. A CD-audio biog
- Weinstein, Norman. Carlos Santana: A Biography, Greenwood Press, 2009, 152 p., ISBN 978-0-313-35420-5
- Woog, Adam. Carlos Santana: Legendary Guitarist, Lucent Books, 2006, 104 p., ISBN 1-59018-972-8